# Oblast Transkaspien

Einzelne Territorien von Russisch-Turkestan mit der Oblast Transkaspien (am Kaspischen Meer) auf einer Karte des Gebietes um das Jahr 1900 (weitere Gebiete: Oblast Semiretschje – Oblast Fergana – Oblast Syrdarja – Oblast Samarkand – Emirat Buchara – Khanat Chiwa)

Wappen der Transkaspischen Oblast 1890

Die Oblast Transkaspien bzw. Transkaspische Oblast (russisch Закаспийская область / Sakaspijskaja oblast oder Закаспийский край), ein Gebiet auf der asiatischen Seite des Kaspischen Meeres, wurde als eine Oblast des Russischen Reiches in Zentralasien gegründet. Sie bestand von 1881 bis 1917 oder 1919. Das Verwaltungszentrum bildete die Stadt Aschgabad. Die Oblast war seit 1899 dem Generalgouvernement Turkestan unterstellt (das von Taschkent aus regiert wurde). Der Turkestanskij kraj (etwa: Land Turkestan) war in die fünf Gebiete (Oblasti) Syrdarja, Samarkand, Fergana, Semiretschje (Siebenstromland) und Transkaspien untergliedert. Das Gebiet Transkaspiens umfasste den südwestlichen Teil des heutigen Kasachstans und Turkmenistans. Es hatte 1897 eine Bevölkerung von 382.487 Menschen. Durch das transkaspische Gebiet führt die Transkaspische Eisenbahn. In Transkaspien hat der berühmte deutsche Naturforscher Gustav Radde, von der russischen Regierung beauftragt, 1887 Forschungsreisen ausgeführt. Auch  Konstantin Graf von der Pahlen und viele andere haben es bereist.

## Einwohnerverteilung
Die 382.487 Einwohner verteilten sich auf die fünf Verwaltungsgebiete (Ujesd) Merw (119.255 Einwohner), Aschgabat (92.505 Einwohner), Mangischlak (mit dem Hauptort Fort-Aleksandrowskij; 68.555 Einwohner), Krasnowodsk (53.768 Einwohner) und Tejen (48.704 Einwohner) und bestand aus 212.638 männlichen und 169.849 weiblichen Bewohnern. Die bedeutendsten Ortschaften waren Aschgabat (19.426 Einwohner), Merw (8533 Einwohner), Krasnowodsk (6322 Einwohner), Gyzylarbat (4098 Einwohner), Serachs (heute Sarachs; 1520 Einwohner), Fort-Aleksandrowski (895 Einwohner), Kaachk (701 Einwohner) und Tejen (382 Einwohner). Die städtische Bevölkerung betrug somit 41.877 Personen (10,95 % der Bevölkerung).

## Volksgruppen
Die ursprünglichen Bewohner gehörten mehrheitlich zu den Volksgruppen der Turkmenen und Kasachen (damals im Zarenreich Kirgisen oder Kirgis-Kaisaki genannt). Kleinere einheimische Volksgruppen waren die Perser, Armenier und Tataren. Nach der Eroberung des Gebiets durch das Zarenreich kamen zahlreiche slawische Sieder (Russen, Ukrainer, Weißrussen und Polen) hinzu. In den Verwaltungsgebieten Aschgabat, Krasnowodsk, Merw und Tejen stellten die Turkmenen die Bevölkerungsmehrheit. Im Verwaltungsgebiet Mangischlak lebten mehrheitlich Kasachen. Die slawischen Siedler waren in den einzelnen Gebieten sehr ungleich verteilt und lebten meist in Städten. Mit Ausnahme von Fort-Aleksandrowski hatten alle Städte eine mehrheitlich slawische Bevölkerung. Die Verteilung der wichtigsten Volksgruppen zeigt folgende Tabelle:  
| Volksgruppen im Oblast Transkaspien |           |           |          |          |        |        |        |         |          |          |        |        |
| Ujesd                               | Turkmenen | Turkmenen | Kasachen | Kasachen | Perser | Perser | Russen | Russen  | Ukrainer | Ukrainer | Polen  | Polen  |
| Ujesd                               | Anzahl    | Anteil    | Anzahl   | Anteil   | Anzahl | Anteil | Anzahl | Anteil  | Anzahl   | Anteil   | Anzahl | Anteil |
| Aschgabat                           | 67.443    | 73,14 %   | 22       | 0,02 %   | 3206   | 3,48 % | 11.763 | 12,76 % | 2330     | 2,53 %   | 1771   | 1,92 % |
| Krasnowodsk                         | 33.529    | 62,36 %   | 10.394   | 19,33 %  | 1822   | 3,39 % | 5222   | 9,71 %  | 542      | 1,01 %   | 287    | 0,53 % |
| Mangischlak                         | 2767      | 4,04 %    | 63.795   | 93,06 %  | 6      | 0,01 % | 1795   | 2,62 %  | 3        | 0,00 %   | 38     | 0,06 % |
| Merw                                | 104.980   | 88,03 %   | 11       | 0,01 %   | 964    | 0,81 % | 5321   | 4,46 %  | 1504     | 1,26 %   | 1185   | 0,99 % |
| Tejen                               | 39.932    | 81,99 %   | 3        | 0,01 %   | 2017   | 4,14 % | 3841   | 7,89 %  | 772      | 1,59 %   | 531    | 1,09 % |
| TOTAL                               | 248.651   | 65,01 %   | 74.225   | 19,41 %  | 8015   | 2,10 % | 27942  | 7,31 %  | 5151     | 1,35 %   | 3812   | 1,00 % |